# La mujer de todos
La mujer de todos es una película dramática mexicana de 1946 escrita y dirigida por Julio Bracho y protagonizada por María Félix, Armando Calvo y Gloria Lynch. Es una adaptación de la novela de 1848 La dama de las camelias de Alexandre Dumas hijo con el escenario trasladado a México a principios del siglo XX.

## Argumento
Un coronel mexicano regresa de España con su amante, lo cual desencadena una fuerte ola de conflictos en su familia.

## Reparto
- María Félix como María Romano.
- Armando Calvo como Capitán Jorge Serralde.
- Gloria Lynch como Señora Cañedo.
- Alberto Galán como Coronel Juan Antonio Cañedo.
- Patricia Morán como Angélica.
- Arturo Soto Rangel como General.
- Juan Calvo como Conde.
- Ernesto Alonso como Carlos.
- Alberto Pomo como César (como Carlos Alberto Pomo).
- Maruja Grifell como Portera.
- Julio Daneri como Militar n.º 1 (como Julio Denegri).
- Raúl Lechuga como Militar n.º 2.
- Félix Samper como Militar n.º 3.
- Lauro Benítez como Mayordomo del coronel.
- Ricardo Carti como Manolo (no acreditado).
- Elisa Christy como Espectadora en teatro (no acreditada).
- Edmundo Espino como Militar (no acreditado).
- Lidia Franco como Teresa, ama de llaves (no acreditada).
- Ramón G. Larrea como Miguel, mayordomo (no acreditado).
- Cecilia Leger como Madame, modista (no acreditada).
- Bertha Lehar como Empleada de casa de modas (no acreditada).
- Rubén Márquez como Hombre en feria (no acreditado).
- Ignacio Peón como Hombre en teatro (no acreditado).
- Aurora Ruiz como Vecina (no acreditada).
- Josefina Segarra como Portera en Talcotalpan (no acreditada).
- Irma Torres como Carmen (no acreditada).
- Manuel Trejo Morales como Amigo militar de Jorge (no acreditado).
- María Valdealde como Mujer en teatro (no acreditada).
- Hernán Vera como Cochero (no acreditado).

## Recepción
Encyclopedia of Contemporary Latin American and Caribbean Cultures cita a la película como una de las películas de María Félix cuyos títulos demostraban que «su fama como mujer fatal es evidente». En Los Bracho: tres generaciones de cine mexicano, Jesús Ibarra afirma que la película «tuvo críticas encontradas. En España fue mal recibida; en cambio en México los críticos, se portaron benévolos con ella, deshaciéndose en alabanzas para la cinta y para la belleza de María».